# Lethrinus mahsena
Lethrinus mahsena är en fiskart som först beskrevs av Forsskål, 1775.  Lethrinus mahsena ingår i släktet Lethrinus och familjen Lethrinidae. Inga underarter finns listade i Catalogue of Life.